# Guido Knopp
Guido Knopp (ur. 29 stycznia 1948 w Treysa, obecnie część Schwalmstadt) – niemiecki dziennikarz, historyk i pisarz. Powszechnie znany jako twórca telewizyjnych programów historycznych, głównie dotyczących Trzeciej Rzeszy i narodowego socjalizmu.
Dla telewizji ZDF zrealizował serial dokumentalny pt. Exodus ze Wschodu, poświęcony ucieczce i wypędzeniom Niemców po II wojnie światowej.

## Książki przetłumaczone na język polski
- Ludzie Hitlera[1] (Hitlers Helfer)
- Kobiety Hitlera i Marlena[2]
- SS. Przestroga historii[3]
- Elita szpiegów[4]
- Stalingrad[5]
- Tajemnice XX wieku[6]
- Dzieci Hitlera[7]
- Zabić Hitlera[8]
- Wehrmacht. Od Inwazji na Polskę do kapitulacji[9]
- Holokaust[10]
- Tajemnice Trzeciej Rzeszy[11]
- Hitler - dziedzictwo zła, 1999 (ISBN 837-22-72-262)
- Watykan. Władza papieży, 2001[12]